# Amt Ziesar
Das Amt Ziesar mit Sitz in der Stadt Ziesar ist ein Amt im Landkreis Potsdam-Mittelmark in Brandenburg, in dem sechs Gemeinden zu einem Verwaltungsverbund zusammengeschlossen sind. Das Amt wurde 1992 gebildet und umfasste zunächst elf Gemeinden im damaligen Landkreis Brandenburg.

## Geographische Lage
Das Amt liegt im Westen des Landkreises Potsdam-Mittelmark und grenzt im Westen an das Land Sachsen-Anhalt, im Norden an das Amt Wusterwitz und die kreisfreie Stadt Brandenburg an der Havel, im Osten an die Stadt Bad Belzig sowie im Süden an die Gemeinde Wiesenburg/Mark.

## Gemeinden und Ortsteile
Das Amt verwaltet sechs Gemeinden:
- Buckautal mit Buckau, Dretzen und Steinberg
- Görzke mit Hohenlobbese
- Gräben mit Dahlen und Rottstock
- Wenzlow mit Boecke
- Wollin
- Ziesar (Stadt) mit Bücknitz, Glienecke und Köpernitz

## Geschichte
Der brandenburgische Innenminister stimmte am 13. Mai 1992 der Bildung des Amtes Ziesar nach dem sogenannten Amtsmodell 1 (Bildung einer eigenen Verwaltung) mit Sitz in der Stadt Ziesar zu. Formal kam es mit Wirkung zum 15. Juni 1992 zustande. Das Amt übernahm die Verwaltung folgender Kommunen:
- Boecke
- Buckau
- Bücknitz
- Dretzen
- Glienecke
- Köpernitz
- Steinberg
- Wenzlow
- Wollin
- Zitz
- Ziesar

Zum 20. Oktober 1992 wurden die Gemeinden Gräben, Hohenlobbese und Rottstock dem Amt Ziesar zugeordnet, am 2. November 1992 wurde die Gemeinde Görzke dem Amt zugeordnet.
Zum 31. Dezember 2001 bildeten die Gemeinden Rogäsen, Viesen und Warchau aus dem Amt Wusterwitz die neue Gemeinde Rosenau. Die Gemeinde Zitz wurde der neuen Gemeinde ebenfalls zum 31. Dezember 2001 eingegliedert und schied aus dem Amt aus.
Zum 1. März 2002 wurde die Zahl der Gemeinden im Amt Ziesar stark reduziert. Aus den Gemeinden Buckau und Dretzen wurde die neue Gemeinde Buckautal gebildet. Die Gemeinden Glienecke, Bücknitz und Köpernitz wurden in die Stadt Ziesar eingegliedert. Die Gemeinde Hohenlobbese wurde in die Gemeinde Görzke eingegliedert. Die Gemeinde Boecke wurde in die Gemeinde Wenzlow eingemeindet und die Gemeinde Steinberg wurde in die Gemeinde Buckautal eingegliedert.
Zum 26. Oktober 2003 wurde die Gemeinde Rottstock aufgelöst und nach Gräben eingegliedert. Die Gemeinde Rottstock legte Kommunalverfassungsbeschwerde gegen ihre Auflösung und Eingliederung in die Gemeinde Gräben ein, der Klage gegen die Eingemeindung vor dem Verfassungsgericht des Landes Brandenburg wurde zunächst stattgegeben. Dem Gesetzgeber wurde eine Frist bis zum 1. Januar 2006 gesetzt, um durch eine Neuregelung die Nichtigkeit der Eingemeindung zu vermeiden. Daraufhin erließ der Landtag des Landes Brandenburg mit Wirkung zum 3. Juli 2004 ein Bestätigungsgesetz, in dem die Eingemeindung bestätigt wurde. Die Gemeinde Rottstock erhob am 30. Mai 2005 erneut kommunale Verfassungsbeschwerde, die vom Landesverfassungsgericht am 15. Juni 2006 teils verworfen, im übrigen zurückgewiesen wurde.

## Bevölkerungsentwicklung
| Jahr | Einwohner |
| ---- | --------- |
| 1992 | 8 247     |
| 1995 | 8 341     |
| 2000 | 8 259     |
| 2005 | 6 968     |
| 2010 | 6 464     |
| 2015 | 6 109     |

| Jahr | Einwohner |
| ---- | --------- |
| 2020 | 6 083     |
| 2021 | 6 117     |
| 2022 | 5 952     |
| 2023 | 5 960     |
| 2024 | 5 892     |

Gebietsstand des jeweiligen Jahres, Quelle Einwohnerzahl: Stand 31. Dezember, ab 2011 auf Basis des Zensus 2011, ab 2022 auf Basis des Zensus 2022

## Amtsdirektoren
- 1992–2022: Norbert Bartels
- seit Dezember 2022: Karsten Gericke (CDU)